# Scintilla (Nosound)
Scintilla is een studioalbum van Nosound. Nosound beweegt zich al jaren binnen de progressieve rock waarin de muziek steeds complexer werd. Met Scintilla keerde Erra, leider van de band, terug naar een meer eenvoudiger of zoals ze zelf aangeven minimalistische variant daarvan. Hij combineerde met shoegaze-, postrock-, ambient en singer-songwritermuziek. Onveranderlijk is de stemmige teksten en muziek van Erra. Voor dit album, grotendeels opgenomen in The Bench Music schakelde hij als gast Vincent Cavanagh in, normaliter zanger van Anathema. Zowel Nosound als Anathema brengen hun muziek uit via het platenlabel Kscope.  
Het album werd positief ontvangen binnen de niche van progressieve rock, al waren er ook opmerkingen over de matige zangkwaliteiten en eentonige zang van Erra.

## Musici
- Giancarlo Erra – zang, gitaar, toetsinstrumenten
- Paolo Vigliarolo – gitaar
- Alessandro Luci – basgitaar
- Marco Berni – toetsinstrumenten
- Giulio Caneponi – drumstel

Met
- Vincent Cavanagh – zang op In celebration of life en The perfect wife
- Andra Chimenti – zang op Sogno e incendio
- Marianne De Chastelaine – cello
- Pier Luigi Porrega – trompet
- Giovanni Pontarelli, Lorenzo Caloi – trombone

## Muziek
| Nr. | Titel                                       | Duur |
| --- | ------------------------------------------- | ---- |
| 1.  | Short story (Erra)                          | 2:25 |
| 2.  | Last lunch (Erra)                           | 7:00 |
| 3.  | Little man (Erra)                           | 4:30 |
| 4.  | In celebration of life (Erra, Alec Wildley) | 5:34 |
| 5.  | Sogno e incendio (Erra, Chimenti)           | 4:44 |
| 6.  | Emily (Erra)                                | 3:20 |
| 7.  | The perfect wife (Erra)                     | 7;25 |
| 8.  | Love is forever (Erra)                      | 2:51 |
| 9.  | Evil smile (Erra)                           | 4:33 |
| 10. | Scintilla (Erra)                            | 6:27 |

Een speciale uitgave van het album levert een dvd-versie van het album mee in 5.1-mix met enige aanvullende video’s.